# Tynita Butts-Townsend
Tynita Butts-Townsend (née le 10 juin 1990 à Hampton) est une athlète américaine de saut en hauteur,. Son mari Roderick Townsend-Roberts (en) est un athlète paralympique.

## Biographie
Au niveau universitaire, elle représente l'université de l'Est de la Caroline.
Représentant les États-Unis aux Championnats du monde d'athlétisme 2019, elle se classe huitième au saut en hauteur féminin.
Elle se qualifie pour représenter les États-Unis aux Jeux olympiques d'été de 2020. Le 5 août 2021, elle participe au tour qualificatif, mais ne passe que la barre à 1 m 82 et termine à la dernière place.